# HMS Formidable (67)
La HMS Formidable (Pennant number R67), quinta nave da guerra britannica a portare questo nome, è stata una portaerei classe Illustrious della Royal Navy. Ordinata in base al programma di costruzioni navali del 1936, venne costruita nei cantieri Harland and Wolff di Belfast, venendo impostata il 17 giugno 1937, varata il 17 agosto 1939 ed entrando in servizio il 24 novembre 1940.

## Servizio

### 1940-1942
Al momento dell'ingresso in servizio la Formidable venne assegnata alla Forza K di base a Freetown insieme agli incrociatori Norfolk e Berwick con compiti di difesa dei convogli e di caccia alle corsare e alle navi rifornimento nemiche. Nel mese di dicembre partecipò alla caccia alla Admiral Scheer nell'Atlantico.
Nel gennaio 1941 venne deciso il trasferimento nel Mediterraneo orientale via Città del Capo e Suez per sostituire la Illustrious, gravemente danneggiata da un attacco aereo. In febbraio operò con la East Indies Fleet in appoggio alle operazioni in Somaliland, minando anche il porto di Mogadiscio. Il 10 marzo si unì quindi alla Mediterranean Fleet, venendo impiegata dal 20 marzo nella scorta al convoglio MW6 insieme alle navi da battaglia Barham, Valiant e Warspite agli incrociatori Gloucester e York e ad una scorta di cacciatorpediniere. Partecipò quindi alla battaglia di capo Matapan combattuta tra il 27 ed il 29 marzo, colpendo con i propri aerosiluranti le unità italiane e fornendo copertura aerea alle navi del convoglio.
In aprile, dopo aver partecipato alla scorta al convoglio ME7 bombardò Tripoli il 21, scortata dagli incrociatori Orion, Ajax e HMAS Perth. Dal 10 maggio partecipò alla scorta al convoglio MW7 e al contemporaneo passaggio di un gruppo di navi nel canale di Sicilia denominato Operazione Tiger. Il 20 maggio non poté salpare per partecipare alla battaglia di Creta a causa della carenza di caccia da imbarcare. Sei giorni dopo, mentre era diretta a bombardare i campi di aviazione dell'isola di Scarpanto, venne gravemente danneggiata da un attacco aereo che mise fuori uso la torretta X e le attrezzature del ponte di volo. Per le riparazioni venne deciso di trasferire l'unità negli Stati Uniti, dove giunse alla fine di giugno.
Dopo la fine dei lavori nel mese di novembre, tornò in patria il mese successivo insieme alla Illustrious, entrando in collisione con l'altra unità il 12 dicembre a causa della scarsa visibilità e del mare grosso. Entrambe le unità rimasero danneggiate. Entrata in cantiere a Belfast, ricevette durante le riparazioni un radar Type 281 e due Type 265 per il controllo delle armi antiaeree. Deciso il trasferimento presso la Eastern Fleet salpò il 15 febbraio 1942, giungendo a destinazione il 26 marzo seguente.

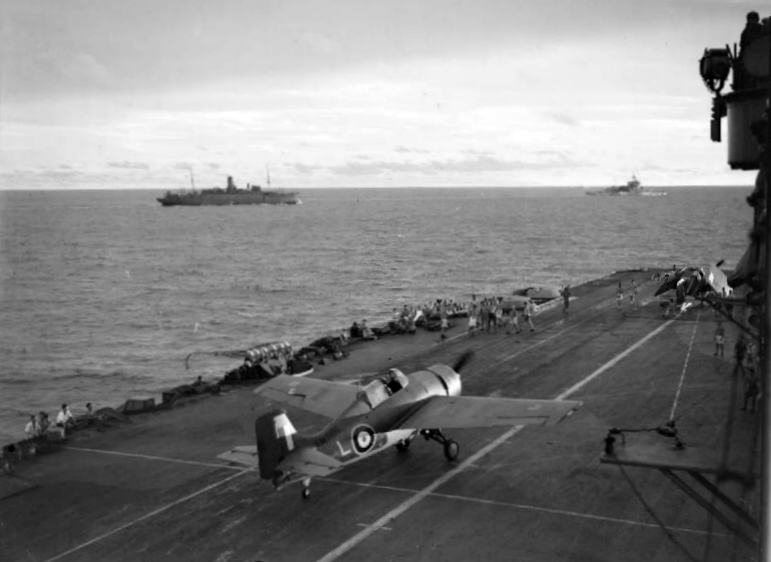
Un Grummar Wildcat sul ponte di volo della Formidable durante le operazioni in Madagascar

Dal 31 marzo venne assegnata alla Forza A, insieme alla nave da battaglia Warspite, alla portaerei Indomitable e agli incrociatori Cornwall, Emerald ed Enterprise operando un pattugliamenti di ricerca delle forze giapponesi in arrivo nell'Oceano Indiano. A causa del danneggiamento di un'elica venne però ritirata dal servizio entrando in cantiere a Bombay, rimanendo quindi inattiva durante l'incursione giapponese nell'Oceano Indiano e tornando in servizio il 23 aprile, giorno successivo al ripiegamento della flotta nipponica. Dal 5 maggio venne schierata a nord del Madagascar per appoggiare gli sbarchi sull'isola denominati Operazione Ironclad.
Dal 10 maggio operò dalla base arretrata di Kilindini, in Kenya effettuando missioni di pattuglia nelle acque dell'Oceano Indiano. Il 29 maggio, di ritorno a Ceylon, partecipò ad un'esercitazione della Flotta insieme alla Warspite, alla Illustrious e all'incrociatore Gambia. Tra giugno e luglio venne nuovamente impiegata con compiti di pattuglia nelle acque dell'India, venendo poi richiamata nel Regno Unito per prestare servizio nel Mediterraneo al posto della Indomitable. Dopo aver caricato un gruppo di caccia Seafire e aver ricevuto nuove apparecchiature per il controllo volo, salpò per Gibilterra il 30 ottobre. Giunta a destinazione nei primi giorni di novembre, venne inquadrata nella Forza H insieme alle portaerei Victorious e Furious per appoggiare gli sbarchi alleati in Marocco e Algeria. Durante l'operazione venne dislocata al largo di Algeri per fornire supporto aereo alle truppe. Il 13 novembre aerei della Formidable distrussero una batteria costiera a Capo Matifu. Il 17 novembre aerei imbarcati dell'820º Squadrone affondarono il sommergibile tedesco U-331 a nord ovesti di Algeri, non sapendo che l'unità si fosse precedentemente arresa in seguito ad un altro attacco aereo. Rimase quindi impegnata nel Mediterraneo fino alla fine dell'anno, con compiti di appoggio alle truppe a terra e di scorta ai convogli.

### 1943-1945
Nel gennaio 1943 venne anche impiegata nella scorta a convogli nell'Atlantico occidentale, tornando poi nel Mediterraneo orientale, dove rimase fino al 5 aprile, quando venne trasferita ad Alessandria d'Egitto per essere utilizzata come scorta ai convogli. Nei primi giorni di luglio partecipò ad un'operazione diversiva a nord di Creta per coprire il passaggio dei convogli di sbarco diretti in Sicilia. Il 7 luglio salpò da Malta con le navi da battaglia Valiant e Warspite e gli incrociatori Aurora e Penelope dirigendosi nel Mar Tirreno per impedire interferenze delle unità di superficie della Regia Marina durante gli sbarchi. Il giorno successivo venne fatta oggetto di attacchi aerei che non provocarono danni alla nave. Il 9 luglio si unì nel golfo della Sirte alle navi da battaglia Nelson e Rodney e alla portaerei Indomitable per proteggere le operazioni di sbarco. Il 15 luglio venne attaccata da aerosiluranti italiani che danneggiarono la Indomitable costringendola al ritiro dalla zona delle operazioni. Nel mese di agosto operò con base a Malta per la protezione alle unità impiegate al largo della Sicilia.
L'8 settembre salpò insieme alle navi da battaglia Valiant, Nelson, Rodney e Warspite e alla portaerei Illustrious per appoggiare l'Sbarco a Salerno, ovvero gli sbarchi alleati a Salerno effettuati subito dopo l'annuncio dell'armistizio di Cassibile. In ottobre, dopo la conclusione dell'operazione, venne richiamata in patria e assegnata alla Home Fleet, scortando a distanza dal 2 novembre il convoglio RA54 di ritorno dall'Unione Sovietica insieme alla Anson, all'incrociatore Jamaica e a sei cacciatorpediniere britannici, norvegesi e statunitensi.
Nel gennaio 1944 entrò in cantiere per lavori di modernizzazione che durarono fino al maggio successivo. In questa occasione vennero installati i radar Type 281B e 79B per l'allerta aerea a diverse altitudini. Tornata in servizio effettivo dal mese di luglio, partecipò con i suoi aerei insieme a quelli della Furious e della Indefatigable, alle azioni di bombardamento della Tirpitz ancorata in Norvegia ad Altenfjord. Il bersaglio non venne danneggiato a causa dell'efficacia dell'allerta antiaerea tedesca e delle cortine fumogene.
Nel mese successivo partecipò a due missioni analoghe il 22 ed il 24 agosto. La prima non andò a buon fine a causa delle avverse condizioni meteo mentre durante la seconda vennero riportati due centri sulla nave da battaglia nemica. Il 29 agosto partecipò ad una terza missione durante la quale non vennero riportati colpi a segno. A seguito della mancanza di risultati da parte degli aerei imbarcati del Fleet Air Arm, venne deciso di impiegare bombardieri basati a terra per distruggere definitivamente la nave. In settembre venne deciso il trasferimento nel teatro del Pacifico per andare a formare parte della British Pacific Fleet, allora in fase di creazione. In ottobre entrò quindi in cantiere a Gibilterra dove vennero riparate e revisionate le macchine.

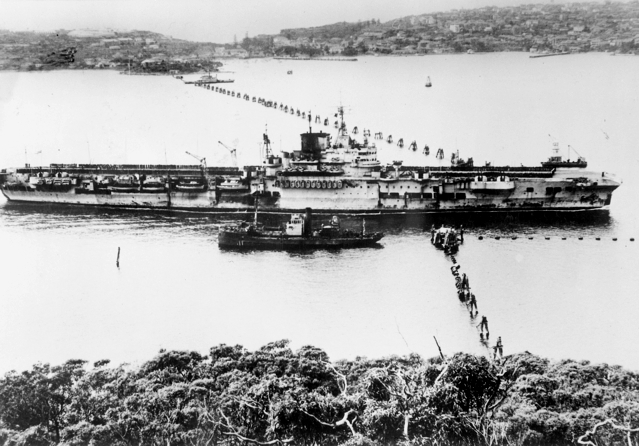
La Formidable entra nel porto di Sydney. Si può notare il fumaiolo annerito dall'esplosione di un aereo kamikaze

Le prove in mare terminarono nel gennaio 1945 e nei primi giorni del mese successivo salpò per raggiungere la Quinta Flotta statunitense a cui era aggregata la Pacific Fleet. Giunta a Sydney il 10 marzo, raggiunse finalmente la flotta presso la base avanzata di Manus pochi giorni dopo. Il 14 aprile prese parte insieme alle portaerei Indomitable, Victorious, Illustrious e Indefatigable alle operazioni aeree per neutralizzare i campi d'aviazione giapponesi a Sakishima Gunto, durante la battaglia di Okinawa. In questa occasione venne attaccata pesantemente da bombe guidate Yokosuka MXY7, mezzi costruiti appositamente per l'utilizzo da parte di kamikaze. Dal 20 aprile venne ritirata dalla zona di operazioni per rifornirsi, riprendendo le operazioni belliche dal 4 maggio. Durante il bombardamento delle installazioni nemiche da parte delle navi da battaglia King George V e Howe fornì dati sulla precisione del tiro. Anche in questa occasione venne attaccata da aerei kamikaze, uno dei quali esplose sul ponte di volo distruggendo 11 aerei, uccidendo 3 marinai e danneggiando le caldaie, costringendo la nave a ridurre la velocità a 18 nodi. Le riparazioni di fortuna vennero effettuate senza ritirare la nave dalla zona e già dal giorno successivo l'apparato motore venne riportato in efficienza. Il 9 maggio venne nuovamente colpita da un aereo kamikaze, senza però ricevere gravi danni. Il 18 maggio un incendio in un hangar causato dallo sparo accidentale di un cannone di un caccia Corsair durante il rifornimento causò la distruzione di 30 velivoli. Nonostante la mancanza di aerei, la nave riprese le operazioni di volo dal giorno successivo, abbandonando la zona di operazioni il 22 maggio.
Durante il mese di giugno venne sottoposta a riparazioni e rifornita di aerei, venendo quindi trasferita al comando della Terza Flotta statunitense nei primi giorni di luglio. Il 17 luglio partecipò ai primi attacchi effettuati da forze britanniche sulla terraferma giapponese, provvedendo anche alla copertura aerea per le altre navi della Task Force. Dal 9 agosto prese parte ai bombardamenti alle installazioni nemiche sulle isole di Honshū e Hokkaidō. Dal 12 agosto tornò verso l'isola di Manus insieme alle altre navi della British Pacific Fleet per fare rifornimento. La Formidable non prese quindi parte alle cerimonie per la resa del giappone, venendo impiegata nel trasporto di prigionieri di guerra liberati e di truppe di ritorno dall'Estremo Oriente, trasportando più di 14.000 passeggeri.
Tornata in patria nel febbraio 1946, venne ritirata dal servizio attivo il 26 luglio, venendo trasferita in riserva senza manutenzione l'anno successivo e rimanendo in questa situazione per quattro anni. Il conseguente deterioramento dello scafo e delle sovrastrutture pregiudicò la prevista modernizzazione della nave, che venne quindi cancellata. La Formidable venne quindi messa in vendita nel 1950 venendo acquistata dalla BISCO per la demolizione, che avvenne nei cantieri T W Ward di Inverkeithing dal 12 maggio 1953.